# Peřejník
Peřejník je přepážka montovaná do nádrží s kapalinou, kde slouží k omezování a zpomalování jejího proudění. Obvykle má tvar desky s několika otvory.  
Peřejník mění proudění kapaliny z laminárního na turbulentní. Díky tomu proudící kapalina v nádrži rychleji ztrácí svou kinetickou energii a kopíruje pohyb nádrže. To je důležité zvláště u cisteren pro dopravu velkých objemů kapaliny, kde by setrvačnost nekontrolovaně proudící kapaliny mohla velmi nepříznivě ovlivnit jízdní vlastnosti vozidla. Typickým případem použití jsou automobilové cisterny, železniční cisternové vozy, či lokomotivní tendr. 
Peřejník může být (a často je) součástí konstrukce nádoby. Slouží pro zpevnění jejího tvaru. 